# Kazimieras Uoka
Kazimieras Uoka (ur. 4 marca 1951 w Kownie, zm. 16 lipca 2016) – litewski polityk, poseł na Sejm Republiki Litewskiej (w latach 1990–1996 i 2008–2012).

## Życiorys
W 1976 ukończył studia na Wydziale Historii Uniwersytetu Wileńskiego, jednak z powodów politycznych nie mógł wykonywać zawodu historyka. Pracował w przedsiębiorstwie budowlanym w Kownie, obsługując koparki i buldożery.
W 1988 został wybrany w skład władz miejskiego oddziału Sąjūdisu w Kownie. W zaangażował się także w działalność Litewskiego Ruchu Zielonych. W tym samym roku uzyskał mandat deputowanego do Rady Najwyższej ZSRR z okręgu Kowno. W tym samym roku znalazł się wśród inicjatorów reaktywacji Litewskiej Partii Socjaldemokratycznej, którą jednak wkrótce opuścił.
W 1990 został posłem do Rady Najwyższej Litewskiej SRR jako przedstawiciel okręgu Rakiszki. Znalazł się wśród sygnatariuszy aktu niepodległości z 11 marca 1990, później był kontrolerem państwowym Republiki Litewskiej (1991–1992). W parlamencie zasiadał we frakcji narodowców. W 1992 po raz kolejny uzyskał mandat w wyborach parlamentarnych.
Po odejściu z Sejmu w 1996 kontynuował działalność polityczną. W 2000 organizował akcję zbierania podpisów na rzecz zmiany prawa wyborczego Litwy, gromadząc w ramach tej inicjatywy 230 tys. głosów poparcia wśród obywateli. Działał w Litewskiej Partii Narodowo-Demokratycznej, kierował tym ugrupowaniem w latach 2001–2002. Przystąpił następnie do Związku Litewskich Narodowców.
Należał do inicjatorów zjednoczenia LTS ze Związkiem Ojczyzny. W wyborach parlamentarnych w 2008 bez powodzenia kandydował w okręgu jednomandatowym, mandat poselski uzyskał natomiast z listy partyjnej (zajmował na niej 40. miejsce, uzyskał 18. wynik). W trakcie kadencji po wykluczeniu Gintarasa Songaily z TS-LKD również opuścił tę partię, brał udział w reaktywowaniu ugrupowania narodowców. W 2012 bez powodzenia ubiegał się o poselską reelekcję.